# Ansamblul Palatului Brâncovenesc din Potlogi
Ansamblul Palatului Brâncovenesc este un muzeu județean din Potlogi.

## Situare
Se găsește la circa 16 km de Titu și la 45 km nord-vest de București, pe intersecția DJ 711 A (Bilciurești -DN 71-DN 7 – A 1 – Corbii Mari DN 61) cu DJ 401 A ( Bolintin Vale – A 1 – DN 7 Găiești) și la 5 km de Autostrada București-Pitești, pe un drum ce pornește de la km 49 al autostrăzii.

## Istoric

### Constructia (1698)
În trecut Potlogiul era traversat de drumul principal de circulație ce lega Bucureștiul de Târgoviște și Craiova. Acest lucru l-a determinat pe domnul Țării Românești, Constantin Brâncoveanu în anul 1698 să ridice în centrul localității un frumos palat spre a fi lăsat moștenire fiului său Constantin, după cum grăiește pisania așezată pe fațada de sud a palatului: „Aceste case din temelia lor sunt înălțate de luminatul domn, Io Constantin Basarab Voievod fiului său Constantin Brâncoveanul, începându-le și sfârșindu-le la leat 7206 (1698) și la al zecelea an al domniei sale, ispravnic fiind Mihai vtori postelnic Corbeanul”. 
Această inscripție de consacrare (pisanie) este unul dintre puținele elemente păstrate din edificiul original. Este decorată cu un frumos vultur valah, este scrisă în grafia chirilică locală, folosită în Valahia și Moldova până la reforma alfabetului de la mijlocul sec. 19. Aceasta menționează în inițiale la colțuri numele și titlul fondatorului Palatului Potlogi: “Io [Eu/ salutare, etc.], K [Constantin], B [Brâncoveanu], V [Voievod]“.

## Descriere

### Curtea
Curtea palatului este de formă rectangulară, fiind străjuita la nord de albia fostului heleșteu, iar pe celelalte trei laturi de un zid de incintă. Această curte a fost împărțită după obiceiul vremii în trei segmente, separate între ele prin ziduri și clădiri anexe: curtea de primire care leagă poarta principală de incinta palatului, curtea de serviciu, destinată gospodăriei, iar la nord între palat și heleșteu se aflau grădinile palatului.

### Palatul
Principala construcție a curții, palatul (care măsoară 32 metri în lungime și 23 lățime), este o construcție de plan dreptunghiular în a cărei compunere intră o pivniță boltită, un parter și un etaj.
Pivnița este o construcție vastă, acoperită de patru calote sferice sprijinite pe un stâlp central prin intermediul pandantivilor.
Parterul este alcătuit din trei încăperi spațioase și alte două mai reduse ca dimensiuni.
Accesul la etaj se face prin foișorul deschis, situat pe fațada sudică, de aici se intră într-o cameră prelungă ce separă cele două apartamente inegale, cel al domnitorului, de dimensiuni mai mari în stânga și cel al doamnei în dreapta, în partea central nordică a etajului se află loggia, iar în mijlocul acestuia se află o cameră de formă pătrată, așa numită a chelarului, după cum ne relatează Paul de Alep, secretarul domnitorului, unde erau ținute lucrurile de valoare în lipsa stăpânilor casei. Încăperile de la etaj au tavanele acoperite de bolți mănăstirești cu lunete și pereți ce păstrează frumoase stucaturi cu motive florale, în trecut acești pereți erau decorați și cu picturi murale astăzi total distruse.
La exterior, palatul este tencuit și păstrează fragmentar un decor în stuc asemănător celui din interior.

### Anexele
În incinta curții se pot vedea fragmente de fundație ale cuhniei (colțul de sud-est), ale slomului (vest), precum și ruinele casei vechi care mai păstrează beciurile și o parte din zidurile parterului (est).

### Biserica
Tot în partea de est, dar având curte separată, se găsește biserica cu hramul Sfântul Dumitru, ctitorie a Brâncoveanului ridicată în anul 1683.

## Importanță
Curtea brâncoveneasca de la Potlogi reprezintă un nucleu de referință pentru înțelegerea arhitecturii brâncovenești, prin structura arhitectonică și plastica decorativă prezentă aici.

## Restaurarea (2011-2015)
În anul 2011 a început restaurarea ansamblului, prin implementare atât al proiectului european „Restaurarea și valorificarea durabilă a patrimoniului cultural, precum și crearea / modernizarea infrastructurilor conexe din zona Ansamblului Brâncovenesc Potlogi”, cât și a două proiecte adiacente. Primul prevedea amenajarea pârâului Tudorel, din zona învecinată ansamblului brâncovenesc - prin lucrări de salubrizare, igienizare și amenajarea unei punți pietonale peste pârâu. Cel de-al doilea proiect viza amenajarea unei parcări în zona Ansamblului Brâncovenesc, pe latura din față și zona laterală, pe o suprafață de 1.000 m². Parcarea deservește atât autoturismele de tonaj mic, cât și autocarele turistice.
După patru ani de lucrări, în cursul cărora palatul a fost renovat și mobilat cu obiecte autentice din patrimoniul Complexului Național Muzeal Curtea Domnească, iar o parte dintre clădirile din curte au fost reconstruite, astfel încât să arate ca în vremea lui Constantin Brâncoveanu, ansamblul Palatului Brâncovenesc de la Potlogi a fost inaugurat, într-un cadru festiv, duminică 29 noiembrie 2015.

## Bustul lui Constantin Brâncoveanu (2004)
La 15 iulie 2004, de Ziua Comunei Potlogi, în apropierea intrării în curtea Palatului Brâncovenesc a fost inaugurat un bust al domnitorului Constantin Brâncoveanu, operă a sculptorului Olimpiu Petre, cunoscut și ca Eli Petre.

## Monument istoric
Ansamblul muzeului este declarat monument istoric, având codul DB-II-a-A-17654. 
Înainte de restaurare, lista elementelor ansamblului era următoarea:
- DB-II-m-A-17654.01	Ruinele casei vechi
- DB-II-m-A-17654.02	Biserica „Sf. Dumitru”, „Sf. Nicolae”
- DB-II-m-A-17654.03	Palatul Brâncovenesc
- DB-II-m-A-17654.04	Ruine case slujitori
- DB-II-m-A-17654.05	Ruine cuhnie
- DB-II-m-A-17654.06	Ruine droșcărie
- DB-II-m-A-17654.07	Turnul porții principale, cu camere de gardă
- DB-II-m-A-17654.08	Zidul incintelor
- DB-II-m-A-17654.09	Fostul eleșteu artificial

## Imagini

Biserica „Sf. Dumitru”, „Sf. Nicolae” din Potlogi - DB-II-m-A-17654.02 - văzută din palatul domnesc